# Villers l'Orme
Pour les articles homonymes, voir Villers.
Villers-l'Orme est un village et une ancienne commune française du département de la Moselle, rattachée à Vany depuis 1819.

## Géographie
Le village se trouve au sud de Vany, le chef-lieu de la commune.

## Toponymie
Mentions anciennes : Villare (1178) ; Vileirs (1181) ; Vilers, Velers, Villare (1192) ; Villers-à-l’Orme (1313) ; Villiers-à-l’Orme (1353) ; Villeir-à-l’Orme (1365) ; Viller-l’Orme (1428) ; Willers-à-l’Orme (1495) ; Villez-l’Ormme (1510) ; Viller-l'Horme (XVIIe siècle).
En lorrain : Vlé l'arme. En allemand : Ulmenweiler (1940-1944).

## Histoire
Commune rattachée à Vany par ordonnance royale du 17 février 1819.

## Démographie
| 1793 | 1800 | 1806 | 1821 |
| ---- | ---- | ---- | ---- |
| 184  | 139  | 147  | 127  |

## Lieux et monuments
- chapelle néo-romane Notre-Dame de La Salette, bénie en 1868 par l’évêque de Metz ; à l’entrée une statue de Notre-Dame de La Salette ;
- ancienne chapelle du Saint-Esprit, au milieu du village, construite en 1181, elle était la possession des moines de Saint-Vincent depuis 1140 ; portail roman, une travée à voûtes basses date du XVe siècle, restaurations XVIe siècle à l'intérieur, tribune du XIXe siècle, le mur extérieur est percé d’une baie légèrement tréfée de style gothique ;
- la croix de Louve, érigée en 1445 (MH), démolie en 1940 puis restaurée en 1981 par les communes de Vany et Vantoux.
- gargouille ;
- autel du Centenaire, 1846-1946, il porte l’inscription « La ville de Metz et la Lorraine libérées en hommage à Notre-Dame de la Salette ;
- calvaire dédié à l'abbé Haro (1871-1911) et l'abbé Anatole Basselin (1852-1926), porte l'inscription « O-CRUX-AVE SPES-UNICA », y sont sculptés les éléments de la crucifixion ;
- vierge en pleurs sous un abri de vitraux ;
- maison de 1850 ;
- autel en souvenir de Fatima devant lequel les Portugais viennent se recueillir et prier.

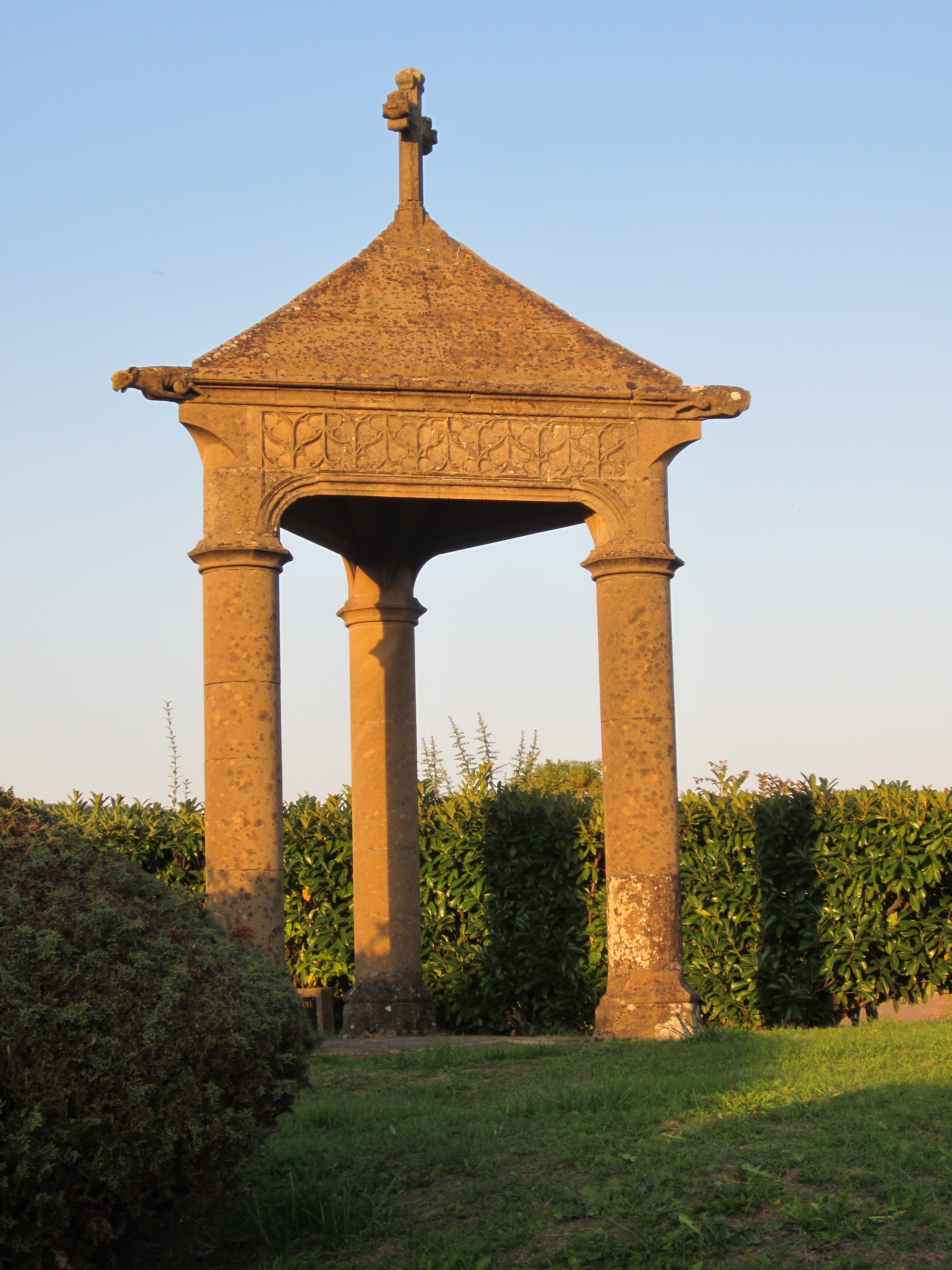
La croix de Louve.
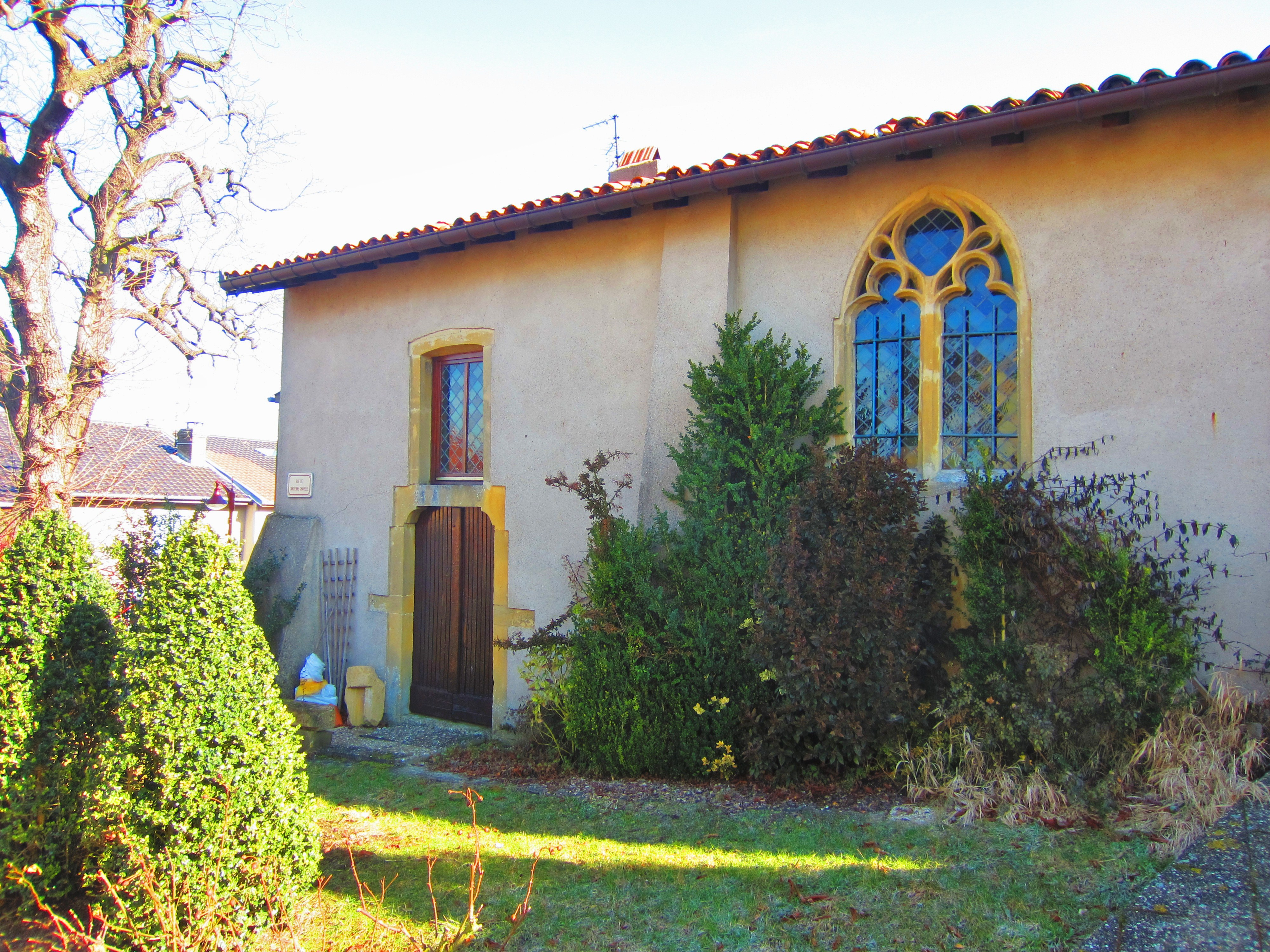
Ancienne chapelle du Saint-Esprit.
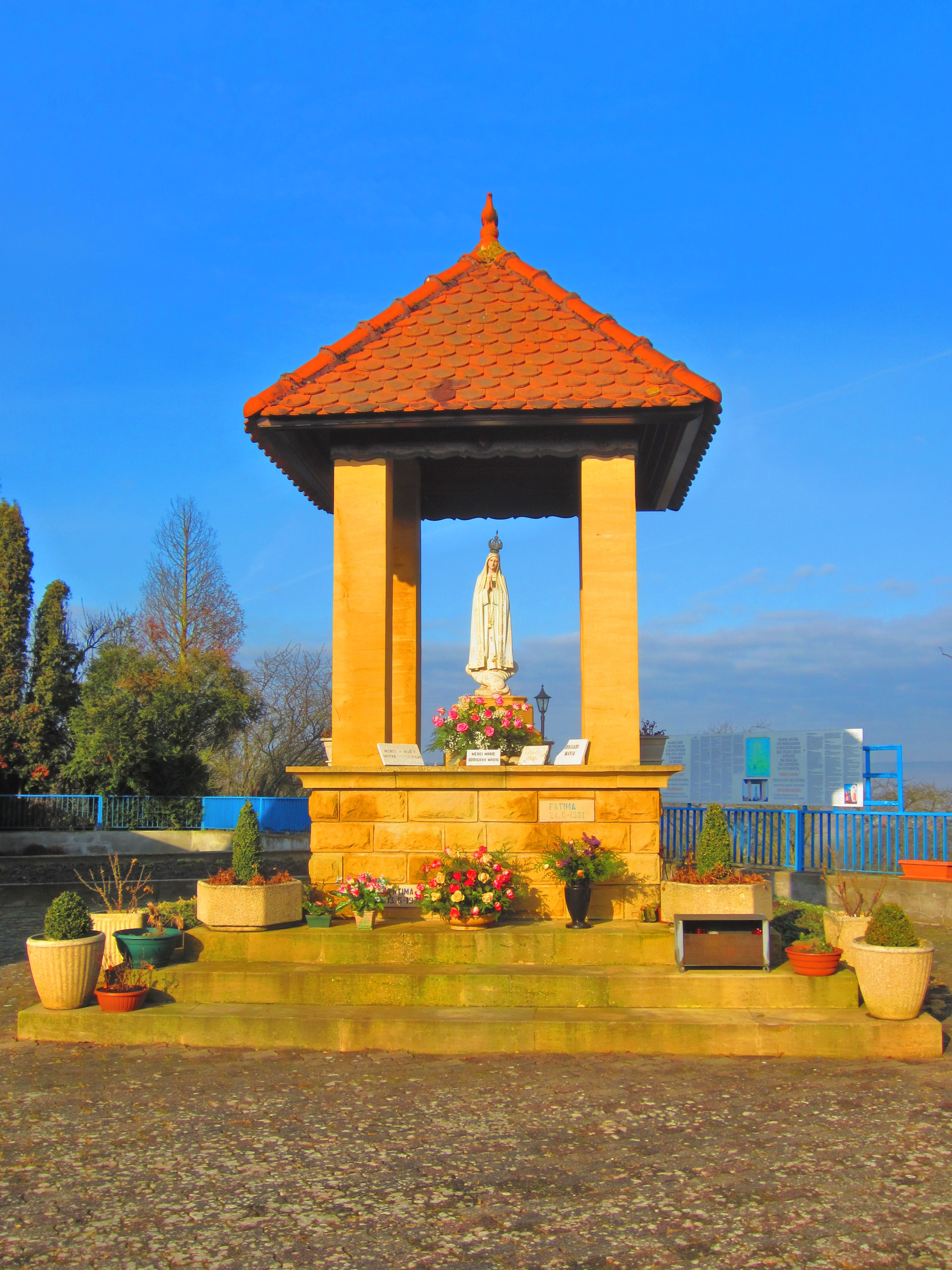
Autel en souvenir de Fatima.
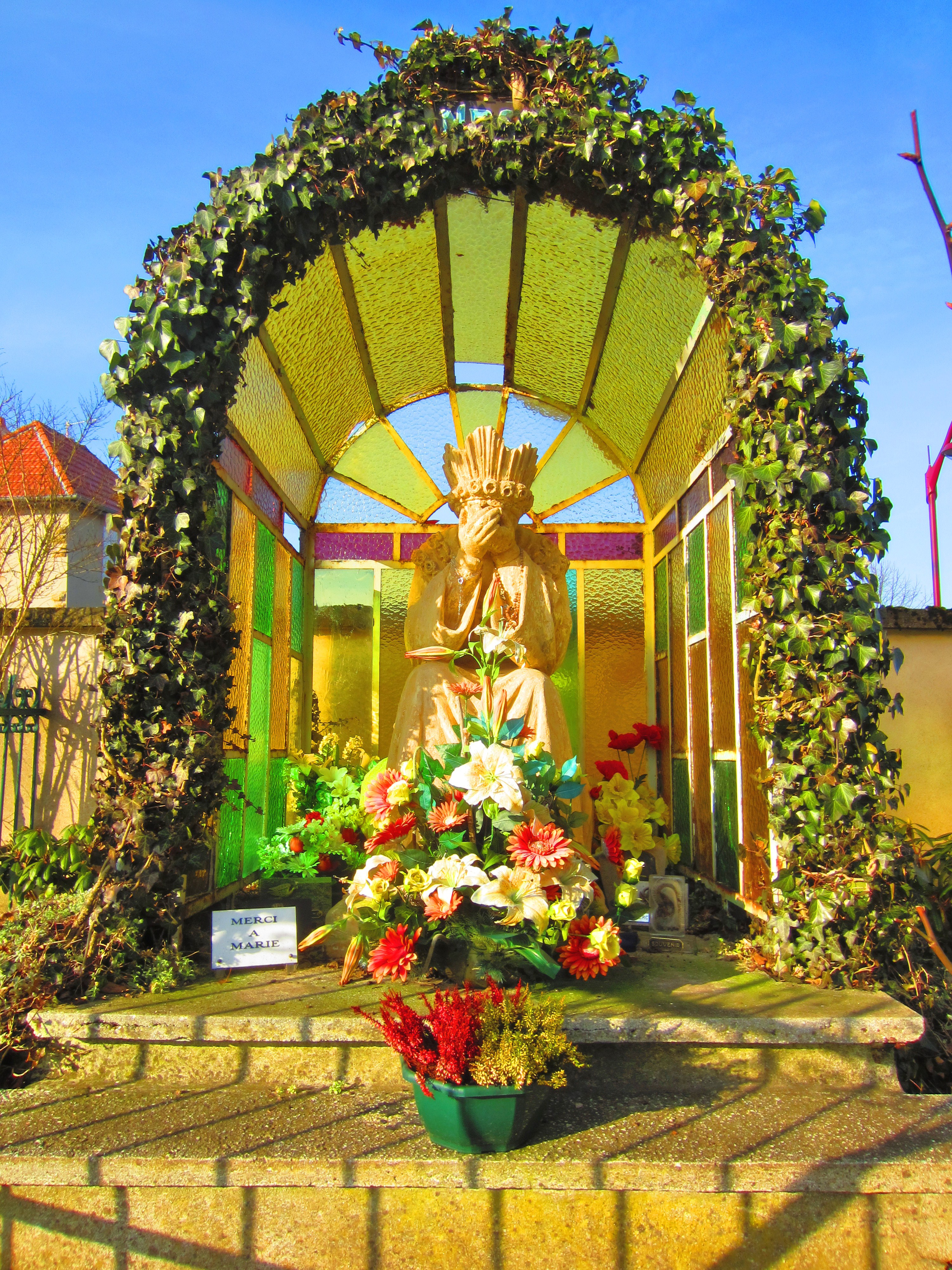
Vierge en pleurs.